# Vargön (naturreservat)
Vargön är ett naturreservat i Piteå kommun i Norrbottens län.
Området är naturskyddat sedan 2007 och är 15 kvadratkilometer stort. Reservatet omfattar större delen av Vargön i Piteå skärgård. Reservatet består av granurskogar nära stränderna och magrare gammeltallskogar längre in på ön.